# Station Sames-Guiche
Station Sames-Guiche is een spoorwegstation van de Franse gemeente Sames.